# Грийнбрайър (окръг, Западна Вирджиния)
Окръг Грийнбрайър (на английски: Greenbrier County) е окръг в щата Западна Вирджиния, Съединени американски щати. Площта му е 2652 km², а населението – 35 820 души (2012). Административен център е град Луисбърг.